# Permanencia (empleo)
La permanencia en el empleo se utiliza normalmente para trabajos, por lo general trabajos académicos de alto rango como catedráticos. Su principal razón es garantizar la libertad del investigador y docente para actuar frente a algo con lo que su empleador, la universidad, podría no estar de acuerdo. La permanencia en el empleo significa que estas personas no pueden ser despedidas sin una muy buena razón: el trabajo es para toda la vida. La razón de la permanencia en el cargo es ayudar a los profesores a ser audaces acerca de lo que enseñan e investigan, para que se desarrollen nuevas ideas. O un profesor también puede tener un puesto fijo. Depende de la duración de su mandato.
A veces los jueces también obtienen la titularidad. Esto es para que puedan tomar decisiones basadas en la evidencia, incluso si esto significa decir que el gobierno, que es su empleador, está equivocado.
- Datos: Q1154390